# Arizona Cardinals
Gli Arizona Cardinals sono una squadra di football americano della NFL con sede a Tempe, un sobborgo di Phoenix, in Arizona. Competono nella West Division della National Football Conference. 
Franchigia di football americano più longeva degli Stati Uniti, essendo stati fondati nel 1898, sono stati uno dei membri fondatori della NFL nel 1920, come Chicago Cardinals, e uno degli unici due rimanenti, assieme ai Chicago Bears. Hanno vinto due campionati NFL, nel 1925 e nel 1947. La prima e unica apparizione al Super Bowl della loro storia è stata nella stagione 2008, dove furono sconfitti dai Pittsburgh Steelers. I Cardinals sono la squadra della lega a non vincere da più tempo il campionato. 
Al 2024, secondo la rivista Forbes, il valore dei Cardinals è di circa 4,3 miliardi di dollari, ventinovesimi tra le franchigie della NFL.

## Storia

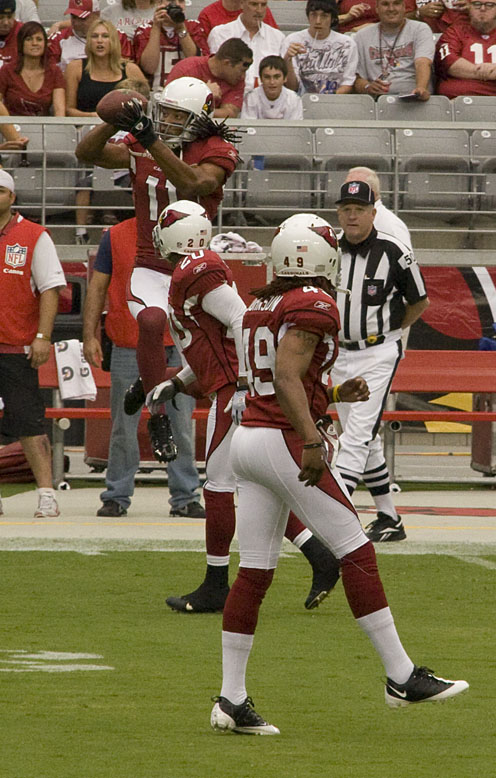
Una ricezione di Larry Fitzgerald, recordman in diverse categorie della franchigia.

I Cardinals sono la più longeva squadra di football americano ancora in attività essendo stati fondati nel 1898 e, unitamente ai Chicago Bears, sono stati tra i membri fondatori dell'NFL. Inizialmente giocavano a Chicago. Nel 1960 la franchigia si spostò a St. Louis, dove rimase fino al 1987. Qui la squadra veniva chiamata "football Cardinals", "Big Red", "Gridbirds" o "Cardiac Cards" (riferito solo alla stagione 1975) per distinguerla dalla squadra di baseball dei St. Louis Cardinals, membro della MLB.
Prima della stagione 1988 la proprietà decise il trasferimento a Tempe, Arizona, una città universitaria nelle vicinanza di Phoenix, e per 18 anni giocò i propri match casalinghi al Sun Devil Stadium dell'Arizona State University's. Nel 2006 la nuova casa dei Cardinals divenne il nuovo University of Phoenix Stadium di Glendale, altro sobborgo di Phoenix.
La squadra ha vinto due campionati NFL, entrambi mentre giocava a Chicago. La prima vittoria avvenne nel 1925, ma è oggetto di controversie, dal momento che i tifosi dei Pottsville Maroons sentirono che quel titolo spettasse a Pottsville. Il loro secondo titolo, il primo vinto arrivando in finale del campionato NFL, giunse nel 1947, due decenni prima che venisse disputato il primo Super Bowl. I Cardinals batterono in finale i Philadelphia Eagles per 28-21 in un Comiskey Park di Chicago congelato, in cui il futuro membro della Pro Football Hall of Fame Charley Trippi guadagnò un totale di 206 yard e segnò due touchdown.
In più di 60 anni senza vittorie del campionato dal 1947, la squadra soffrì diverse stagioni con record negativi ed attualmente è la squadra della lega ad aver vinto il titolo più lontano nel tempo. Si sono qualificati per i playoff sei volte e hanno vinto un totale di sei partite nella post-season, tre delle quali nei playoff 2008-2009. Quella stagione, guidati dal quarterback Kurt Warner e dal wide receiver Larry Fitzgerald, i Cardinals vinsero il loro primo e unico titolo della conference NFC, raggiungendo il Super Bowl XLIII in cui furono piegati solo nel finale di partita dai Pittsburgh Steelers. Dopo la vittoria in campionato del 1947, la squadra ha vinto cinque titoli di division (1974, 1975, 2008, 2009 e 2015).

## Giocatori importanti

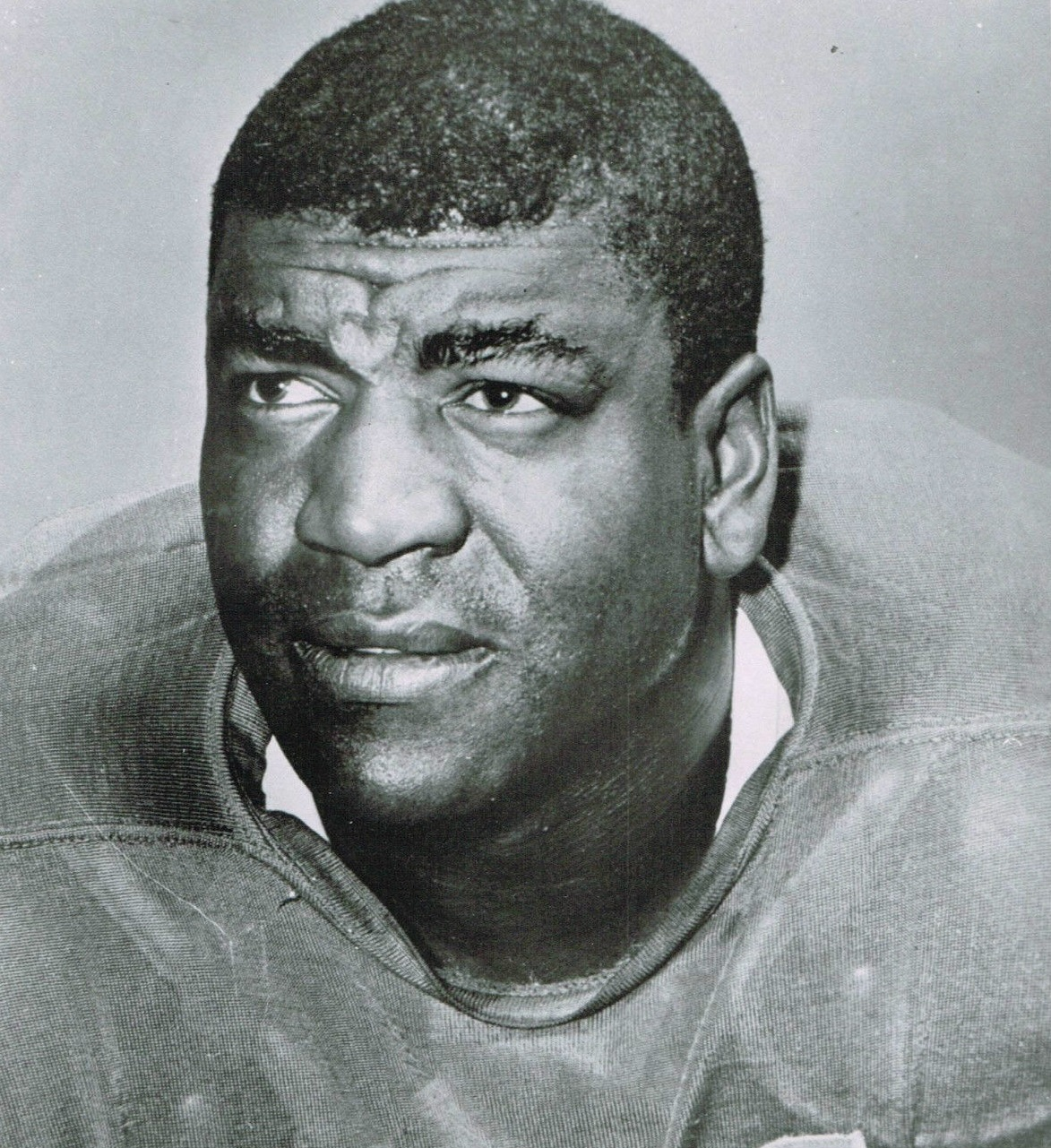
Night Train Lane.

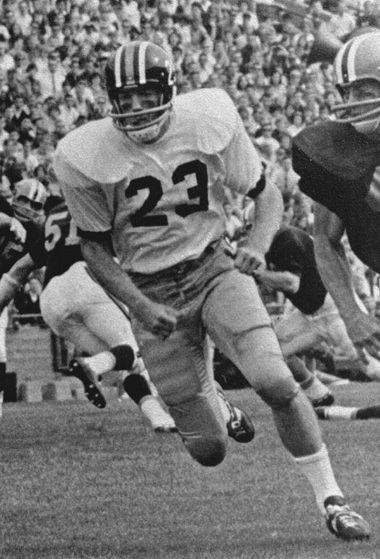
Roger Wehrli.

### Membri della Pro Football Hall of Fame
Alla classe del 2017, quindici tra giocatori e membri dello staff che hanno militato negli Arizona Cardinals sono stati inseriti nella Pro Football Hall of Fame.
| Hall of Famer degli Arizona Cardinals |                 |              |      |
| N°                                    | Giocatore       | Ruolo        | Anno |
| 4                                     | Ernie Nevers    | RB/S         | 1963 |
| 1                                     | Jimmy Conzelman | QB/CB        | 1964 |
| 13                                    | Guy Chamberlin  | TE/DE        | 1965 |
| 1                                     | Paddy Driscoll  | QB/S/K/P     | 1965 |
| 2                                     | Walt Kiesling   | G/DT         | 1966 |
| --                                    | Charles Bidwill | Proprietario | 1967 |
| 62                                    | Charley Trippi  | RB/QB        | 1968 |
| 33                                    | Ollie Matson    | RB           | 1972 |
| 81                                    | Dick Lane       | CB           | 1974 |
| 8                                     | Larry Wilson    | FS           | 1978 |
| 81                                    | Jackie Smith    | TE           | 1994 |
| 72                                    | Dan Dierdorf    | OT           | 1996 |
| 22                                    | Roger Wehrli    | CB           | 2007 |
| 35                                    | Aeneas Williams | CB           | 2014 |
| 13                                    | Kurt Warner     | QB           | 2017 |
| 16                                    | Duke Slater     | T            | 2020 |

### Numeri ritirati
| Numeri ritirati dagli Arizona Cardinals |                   |       |
| N°                                      | Giocatore         | Ruolo |
| 8                                       | Larry Wilson      | FS    |
| 40                                      | Pat Tillman       | S     |
| 77                                      | Stan Mauldin      | OT    |
| 88                                      | J.V. Cain         | TE    |
| 99                                      | Marshall Goldberg | RB/DB |

### Ring of Honor
Il Ring of Honor dei Cardinals nacque nella stagione 2006 con l'apertura dello University of Phoenix Stadium. Onora gli ex grandi giocatori dei Cardinals da tutte le ere della storia della franchigia. Tra parentesi è indicata la data di induzione.
- Charles Bidwill, Proprietario (12 agosto 2006)
- Jimmy Conzelman, Allenatore (12 agosto 2006)
- Dan Dierdorf, T (16 ottobre 2006)
- John "Paddy" Driscoll, QB (12 agosto 2006)
- Marshall Goldberg, HB (12 agosto 2006)
- Dick "Night Train" Lane, DB (12 agosto 2006)
- Ollie Matson, HB (12 agosto 2006)
- Ernie Nevers, FB (12 agosto 2006)
- Charley Trippi, HB/QB (12 agosto 2006)
- Roger Wehrli, CB (14 ottobre 2007)
- Larry Wilson, S (10 settembre 2006)
- Pat Tillman, S (12 novembre 2006)
- Aeneas Williams, CB (10 novembre 2008)
- Kurt Warner, QB (18 giugno 2014)

### Premi individuali
| Rookie offensivo dell'anno |                |       |
| Anno                       | Giocatore      | Ruolo |
| 1979                       | Ottis Anderson | QB    |
| 2003                       | Anquan Boldin  | WR    |
| 2019                       | Kyler Murray   | QB    |

| Rookie difensivo dell'anno |             |       |
| Anno                       | Giocatore   | Ruolo |
| 1996                       | Simeon Rice | DE    |

| Comeback Player of the Year |                 |       |
| Anno                        | Giocatore       | Ruolo |
| 1995                        | Garrison Hearst | RB    |

| MVP del Pro Bowl |                  |       |
| Anno             | Giocatore        | Ruolo |
| 1955             | Ollie Matson     | QB    |
| 1965             | Dale Meinert     | LB    |
| 2008             | Larry Fitzgerald | WR    |

### Record di franchigia
Carriera
| Record in carriera |                  |        |
| Categoria          | Giocatore        | Numero |
| Yard passate       | Jim Hart         | 34.639 |
| TD passati         | Jim Hart         | 209    |
| Yard ricevute      | Larry Fitzgerald | 17.083 |
| TD su ric.         | Larry Fitzgerald | 120    |
| Yard corse         | Ottis Anderson   | 7.999  |
| TD su corsa        | Ottis Anderson   | 46     |

Stagionali
| Record stagionali |                |        |      |
| Categoria         | Giocatore      | Numero | Anno |
| Yard passate      | Carson Palmer  | 4.671  | 2015 |
| TD passati        | Carson Palmer  | 35     | 2015 |
| Yard ricevute     | David Boston   | 1.598  | 2001 |
| TD su ric.        | Sonny Randle   | 15     | 1960 |
| Yard corse        | Ottis Anderson | 1.605  | 1979 |
| TD su corsa       | David Johnson  | 16     | 2016 |

Fonte:

## La squadra
| Roster degli Arizona Cardinals |
| --- |
| Quarterback - 1 Kyler Murray - 15 Clayton Tune Running Back - 33 Trey Benson - 6 James Conner - 20 DeeJay Dallas - 31 Emari Demercado Wide Receiver - 4 Greg Dortch - 18 Marvin Harrison Jr. - 10 Chris Moore - 0 Zach Pascal - 89 Xavier Weaver - 14 Michael Wilson Tight End - 84 Elijah Higgins - 85 Trey McBride - 87 Tip Reiman - 81 Travis Vokolek Offensive Linemen - 74 Isaiah Adams G - 68 Kelvin Beachum T - 62 Evan Brown C - 63 Trystan Colon C - 72 Hjalte Froholdt G - 59 Jon Gaines II G - 76 Will Hernandez G - 70 Paris Johnson Jr. T Defensive Linemen - 91 L.J. Collier DE - 93 Justin Jones NT - 98 Roy Lopez NT - 92 Bilal Nichols DE - 55 Dante Stills DE - 95 Khyiris Tonga NT Linebacker - 51 Krys Barnes ILB - 25 Zaven Collins OLB - 52 Victor Dimukeje OLB - 45 Dennis Gardeck OLB - 43 Jesse Luketa OLB - 58 Julian Okwara OLB - 44 Owen Pappoe ILB - 54 Xavier Thomas OLB - 7 Kyzir White ILB - 2 Mack Wilson ILB Defensive Back - 3 Budda Baker SS - 32 Joey Blount SS - 13 Kei'Trel Clark CB - 30 Darren Hall CB - 16 Max Melton CB - 23 Sean Murphy-Bunting CB - 42 Dadrion Taylor-Demerson FS - 24 Starling Thomas V CB - 34 Jalen Thompson FS - 21 Garrett Williams CB Special Team - 46 Aaron Brewer LS - 12 Blake Gillikin P - 5 Matt Prater K Lista delle riserve - 75 Christian Jones T (IR-DRF) - 28 Elijah Jones CB (IR) - 17 Zay Jones WR (Sospeso) - 61 Carter O'Donnell T (IR) - 9 B.J. Ojulari OLB (IR) - 56 Darius Robinson DE (IR-DRF) - 73 Jonah Williams T (IR) Squadra di allenamento - 82 Andre Baccellia WR - 41 Markus Bailey ILB - 66 Jackson Barton T - 90 Angelo Blackson DE - 22 Michael Carter RB - 80 Dan Chisena WR - 39 Jaden Davis CB - 78 Marquis Hayes G - 67 Charlie Heck T - 60 Keith Ismael C - 48 Jordan Murray TE - 94 P.J. Mustipher DT - 83 Tejhaun Palmer WR - 19 Desmond Ridder QB - 47 Bernhard Seikovits TE - 71 Luke Tenuta T - 27 Divaad Wilson CB Roster aggiornato al 14 settembre 2024 53 attivi, 7 inattivi, 16 nella squadra di allenamento |
| Legenda - I rookie sono in corsivo. - Il primo ruolo è il principale mentre gli eventuali successivi indicano i ruoli secondari. - (IR) sta per Injured Reserve ed indica la lista ristretta per un solo giocatore infortunato che può tornare ad allenarsi dopo la settimana 6 e a rientrare in prima squadra dopo che questa ha giocato 8 partite. - (NF-Inj.) / (NF-Ill.) stanno rispettivamente per Non-Football Injured e Non-Football Illness ed indicano le liste dove viene inserito un giocatore che ha un infortunio o una malattia non dipendente dal football americano. - (PUP) sta per Physically Unable to Perform ed indica la lista dove viene inserito un giocatore mentre è in attesa di recuperare la condizione fisica. Nella stagione regolare dopo la sesta partita giocata dalla propria squadra, il giocatore ha tempo tre settimane per riprendere ad allenarsi, più tre settimane aggiuntive dal suo rientro agli allenamenti per rientrare in prima squadra. |

## Lo staff
| Staff degli Arizona Cardinals |
| --- |
| Organi dirigenziali - Proprietario/chairman/presidente – Michael Bidwill - General manager – Monti Ossenfort - Assistente general manager – Dave Sears - Vice presidente delle operazioni del football e strutture – Matt Caracciolo - Direttore del personale professionistico – Glen Fox - Vicee presidente del personale dei giocatori – Rob Kisiel - Assistente del direttore degli osservatori del college – Ryan Gold - Direttore dell'amministrazione del football – Matt Harriss Capo allenatore - Capo-allenatore – Jonathan Gannon - Assistente c.a./Coordinatore special team – Jeff Rodgers Altri allenatori - Direttore, prestazioni del football – Shea Thompson - Preparatore atletico – Evan Marcus - Assistente p.a. – Everrett Gathron - Assistente p.a. – Jason Benguche - Coordinatore scienza sportiva/assistente p.a. – Kyle Sammons - Coordinatore ricondizionamento senior – Buddy Morris Allenatori dell'attacco - Coordinatore offensivo - Drew Petzing - Quarterback – Israel Woolfork - Running back – Autry Denson - Coordinatore gioco sui passaggi/wide receiver – Drew Terrell - Tight end – Ben Steele - Offensive line – Justin Frye - Assistente offensive line – Chris Cook - Specialista gioco sui passaggi – Connor Senger - Controllo qualità attacco – Blaine Gautier Allenatori della difesa - Coordinatore difensivo – Nick Rallis - Defensive line – Winston DeLattiboudere III - Linebacker – Cristian Garcia - Outside linebacker – Matt Feeney - Defensive back – Patrick Toney - Cornerback – Ryan Smith - Controllo qualità difesa – Ronald Booker - Controllo qualità difesa – Alec Osborne Allenatori dello special team - Assistente special team – Sam Sewell |